# La cantante (salsa)
«La cantante (salsa)» es una canción de la cantante peruana Yahaira Plasencia en colaboración del rapero peruano Ator Untela. Fue lanzada el 27 de mayo de 2023 a través del sello Nu América. La producción estuvo a cargo del músico estadounidense Sergio George. Utiliza el coro de la canción «El cantante» (1978) de Héctor Lavoe, siendo presentada como un homenaje a dicho intérprete.

## Antecedentes
Cuando Sergio George le mostró la idea de reutilizar el coro de «El cantante», Plasencia admitió que ella misma tildó la canción de «aburrida» y «antigua» debido a que su estilo es totalmente distinto al de Héctor Lavoe, pero que su identificación con la letra la impulsó a realizar el proyecto. Según Plasencia, George premeditó que el sencillo recibiría críticas al ser una canción emblemática de la salsa.

## Recepción crítica
| Me parece que el tratamiento que le da Yahaira Plasencia a «El cantante» hace que la canción se adapte a la realidad musical actual y eso le da nueva vida. El mensaje continúa intacto, aunque las visuales sean nuevas y retraten el gusto actual de la juventud. Yahaira hizo una adaptación a su estilo, y eso lo entiendo y lo aplaudo. ¿Para qué copiar lo que hicimos hace décadas? El videoclip me gustó porque la coreografía que usaron refleja la corriente hip hop, que es tan urbana como la canción. Me alegra que artistas jóvenes descubran, disfruten y participen de la salsa a su manera. [...] —Rubén Blades, compositor de «El cantante». |

El propio compositor del tema de Lavoe, el panameño Rubén Blades, felicitó a Plasencia y la producción porque «hizo una adaptación a su estilo», asegurando que «el mensaje continúa intacto, aunque las visuales sean nuevas y retraten el gusto actual de la juventud». Posteriormente, en una entrevista con el músico panameño el Chombo, resaltó que le pareció «un buen trabajo»; por su parte, el Chombo dijo: «Súper, quedó súper y está combinado con el tema urbano y todo lo demás».
La cantautora peruana Laura Mau opinó que la interpretación del «incomparable, inconfundible, del histórico Héctor Lavoe [...] jamás será igualado así lo graben o lo regraben cantantes nuevas, que por desgracia no han aprendido a afinar su voz ni tienen técnica vocal», asimismo, cree que «Yahaira necesita ir a una escuela para aprender a cantar, afinar y a respetar los legados de los artistas de renombre».
La periodista peruana de prensa rosa Magaly Medina, en su programa Magaly TV, la firme, afirmó que «la polémica (la canción) da views» y ese es el interés de Yahaira, quien «sabe hacer playback, porque no esperemos que ella cante como cantaba Héctor Lavoe, nos hubiera gustado en una mujer que tuviera mejor voz».
Frente a las críticas, Yahaira se pronunció en el programa América hoy, donde dijo que solo ha escuchado consejos de «gente que sabe de música», de los que no, prefiere ignorarlos. También afirmó que «tener el respaldo de Rubén Blades es bastante bueno».

### Premios y nominaciones
| Premios            | Año  | Categoría                | Resultado | Ref.  |
| ------------------ | ---- | ------------------------ | --------- | ----- |
| Premios Radiomar   | 2022 | La caliente              | Nominada  | [ 8 ] |
| Premios Lo Nuestro | 2023 | Canción tropical del año | Nominada  | [ 9 ] |

## Videoclip
El videoclip fue estrenado el 1 de junio de 2022 en el canal de YouTube de Yahaira Plasencia. Fue grabado en Cali (Colombia), bajo la dirección de Virginia Romero y la producción de Sergio George. En la introducción del video se hace referencia a conductores de televisión de prensa rosa como Rodrigo González, Gigi Mitre y Magaly Medina, quienes criticaron a Plasencia desde su surgimiento mediático a partir de su relación con el futbolista peruano Jefferson Farfán.

## Posicionamiento en listas
| Lista                          | Mejor posición |
| ------------------------------ | -------------- |
| Perú Tropical (Monitor Latino) | 9              |